# Hiển Từ Thuận Thiên hoàng hậu
Hiển Từ Thuận Thiên Hoàng hậu (chữ Hán: 顯慈順天皇后, 1216 - 1248), là vị hoàng hậu thứ hai của Trần Thái Tông - vị hoàng đế đầu tiên của nhà Trần. Bà là mẹ của Trần Thánh Tông Trần Hoảng, Tĩnh Quốc đại vương Trần Quốc Khang và Chiêu Minh Đại vương Trần Quang Khải, theo đó còn là bà nội trực hệ của Trần Nhân Tông Trần Khâm.

## Tiểu sử
Hiển Từ Thuận Thiên Hoàng hậu có tên húy là Oanh (莹), là con gái cả của Lý Huệ Tông Lý Hạo Sảm, mẹ là Linh Từ Quốc mẫu Trần thị - con gái Trần Lý và là cô ruột của Trần Thái Tông Trần Cảnh. Dưới bà có một người em gái là "Chiêu Thánh Công chúa", tức Lý Chiêu Hoàng. Năm Bính Tý, Kiến Gia năm thứ 6 (1216), mùa hạ, tháng 6 (âm lịch), Lý Oanh được sinh ở bãi Cửu Liên, tước phong ban đầu là Thuận Thiên Công chúa (順天公主).
Khi ấy, vào đầu năm Bính Tý, mẹ của Thuận Thiên là Trần thị vừa được sách phong làm Thuận Trinh Phu nhân do đang mang thai. Căn cứ thời gian được sắc phong (tháng giêng năm ấy) cùng khoảng thời gian bà được sinh ra, thì thời điểm Trần thị được sách phong là lúc bà đã mang thai Thuận Thiên vào tháng thứ 3, nhưng vì sự thù ghét của Đàm Thái hậu mà hai mẹ con Thuận Thiên suýt bị hại thảm. Vào lúc ấy, Thái hậu họ Đàm coi anh thứ của Trần thị là Trần Tự Khánh như giặc cướp, nói Trần thị là nội ứng của giặc nên tìm mọi cách để giết hại, nhiều lần còn ra tay ép uống thuốc độc chết. Để cứu mẹ con Thuận Thiên, Lý Huệ Tông đã cùng Trần thị nhiều lần trốn đến chỗ của Trần Tự Khánh nên thành ra lần ấy bà được được sinh ra ngay ở bãi Cửu Liên, nơi đóng quân của Trần Tự Khánh.
Sau khi sinh ra Thuận Thiên, thì cuối năm ấy, vào tháng Chạp (âm lịch), Trần thị chính thức trở thành hoàng hậu. Không rõ khoảng thời gian nào mà Thuận Thiên Công chúa được gả cho người anh em họ ngoại là Phụng Càn vương Trần Liễu - con trai cả của Nội thị Phán thủ Trần Thừa, anh trai lớn của mẹ bà. Trong thời gian ở cùng Trần Liễu, bà Thuận Thiên sinh được ít nhất một người con trai, tức Vũ Thành vương Trần Doãn.

## Từ chị dâu trở thành Hoàng hậu
Sau khi Chiêu Hoàng nhường ngôi cho Trần Thái Tông để trở thành "Chiêu Thánh Hoàng hậu", chồng của Thuận Thiên là Liễu khi ấy đảm nhiệm làm chức Thái úy nhưng hữu danh vô thực, sau một khoảng thời gian thì Liễu được chọn làm phụ chính và được em trai đặc biệt sách phong danh xưng "Hiển Hoàng" (顯皇) - một danh vị cho thấy địa vị của Trần Liễu gần với Trần Thái Tông. Sau đó Trần Liễu vì phạm tội cưỡng dâm cung tần triều Lý nên bị giáng làm "Hoài vương" (懷王). Thời gian này dẫu địa vị Trần Liễu có ra sao, Thuận Thiên vẫn là "công chúa", mà tước vị công chúa trong hàng ngoại mệnh phụ luôn là tước vị độc lập cao nhất, chỉ sau các hậu phi của nhà vua.
Năm Đinh Dậu, Thiên Ứng Chính Bình năm thứ 6 (1237), Thuận Thiên Công chúa được lập làm hoàng hậu, em gái bà là Chiêu Thánh bị phế truất danh hiệu hoàng hậu mà trở lại địa vị công chúa. Bấy giờ Chiêu Thánh không có con, mà Thuận Thiên đã có mang được 3 tháng. Thái sư Trần Thủ Độ và Thiên Cực công chúa (tức Linh Từ Quốc mẫu) bàn kín với Thái Tông là nên mạo nhận lấy để làm chỗ dựa về sau, cho nên có lệnh ấy. Tức giận, Trần Liễu hội quân ra sông Cái làm loạn nhưng thua trận, thuộc hạ đều bị Trần Thủ Độ ra lệnh giết chết tất cả. Sau cùng Trần Thái Tông niệm tình nên ban các vùng đất An Phụ, An Dưỡng, An Sinh, An Hưng và An Bang làm trang ấp cho anh cả, lại cải phong vị hiệu làm "An Sinh vương" (安生王). Sau khi mất, An Sinh vương Liễu được truy phong làm "Khâm Minh Đại vương" (欽明大王). Như vậy Thuận Thiên, từ vị trí "chị dâu" kiêm "chị vợ", nay trở thành người vợ mới của Trần Thái Tông. Em gái bà là Chiêu Thánh không rõ hành tung cụ thể, chỉ biết bà vẫn giữ địa vị là một công chúa hoàng thất đến khi qua đời, hạ giá lấy Lê Phụ Trần và sinh được 2 người con.
Sau khi về làm vợ của Trần Thái Tông, Thuận Thiên sinh ra đứa con vốn là của Trần Liễu, đứa bé sinh ra tức Tĩnh Quốc đại vương Trần Quốc Khang. Vì thân phận đặc biệt, Quốc Khang được Trần Thái Tông nhận làm con trưởng, là anh cả trong tất cả những người con của Thái Tông, thế nhưng cuối cùng lại không có quyền kế thừa ngôi vị. Vào năm Canh Tý, Thiên Ứng Chính Bình năm thứ 9 (1240), vào ngày 25 tháng 9 (âm lịch), Thuận Thiên Hoàng hậu sinh "Hoàng đích trưởng tử" tên gọi Trần Hoảng, lập tức được lập làm trữ quân, tức tương lai là Trần Thánh Tông. Sang năm sau, là năm Tân Sửu (1241), khoảng tháng 10 (âm lịch), bà sinh ra tiếp vị hoàng tử thứ hai là Trần Quang Khải.

## Qua đời
Năm Mậu Thân, Thiên Ứng Chính Bình năm thứ 17 (1248), tháng 6, Thuận Thiên Hoàng hậu qua đời, hưởng dương 32 tuổi.
Thụy hiệu của bà theo Toàn thư chép ban đầu là Hiển Từ Thuận Thiên Hoàng thái hậu (顯慈順天皇太后), điều này bị rất nhiều sử gia chê trách vì Thuận Thiên là hoàng hậu của Thái Tông mà khi qua đời lại truy thụy hiệu làm hoàng thái hậu - tức vai mẹ của hoàng đế. Tuy nhiên vào đời Trần Anh Tông Trần Thuyên, thụy hiệu của bà đã được ghi lại thành "Hiển Từ Hoàng hậu", có lẽ về sau đã sửa lại cho đúng quy tắc, hoặc như sử gia Nguyễn Nghiễm đã bình luận rằng thụy hiệu thái hậu này của bà Thuận Thiên là do con trai Trần Thánh Tông về sau tôn thêm.
Cũng trong sách Toàn thư, địa điểm mà bà Thuận Thiên được an táng cũng không ghi rõ ràng, có lẽ là hợp táng với Thái Tông trong Chiêu lăng.

## Hậu duệ
Sử không ghi rõ bà sinh được bao nhiêu người con, nhưng những người sau đây là chính xác:
- Với Khâm Minh Đại vương Trần Liễu:

1. Trần Doãn (陳尹), không rõ năm sinh, phong hiệu Vũ Thành vương  (武成王). Vào tháng 7 năm 1256, sau khi Thuận Thiên qua đời, Doãn bị thất thế nên đem cả nhà trốn sang đất nhà Tống, bị thổ quan Tư Minh là Hoàng Bính bắt lại đưa trả cho Đại Việt.
2. Trần Quốc Khang (陳國康), phong hiệu Tĩnh Quốc Đại vương (靖國大王).

- Với Trần Thái Tông Trần Cảnh:

1. Trần Thánh Tông, tên "Hoảng" (晃).
2. Trần Quang Khải (陳光啓), phong hiệu Chiêu Minh Đại vương (昭明大王).

- Còn tranh nghị:

1. Thái Đường Công chúa, được cho là con gái cả của Trần Thái Tông và bà Thuận Thiên. Theo "Ngọc phả hệ bảo tích" trong bộ Trần triều hiển Thánh chính tập biên gồm 6 quyển, mỗi quyển khoảng 200 trang được ghi nhận vào thời nhà Nguyễn, thì công chúa được sinh ra trước khi bà Thuận Thiên qua đời (năm 1248), lấy Hầu tước tên Vũ Tỉnh, sinh ra Vũ Thành, tập ấm cai quản vùng Lục Ngạn xứ Kinh Bắc (nay thuộc Bắc Giang)[8].
2. Thiều Dương Công chúa, tên thật là Trần Thị Thuý, con gái thứ của vua Trần Thái Tông (Trần Cảnh) và Hiển Từ Thuận Thiên hoàng thái hậu. Theo Đại Việt sử ký toàn thư, khi nghe tin vua cha mất, bà đã xót thương, khóc lóc rồi qua đời cùng ngày hôm đó, ngày mồng 1 tháng 4 âm lịch năm 1277. Công chúa Thiều Dương được ghi nhận là đại hiếu trong lịch sử, hiện được thờ tại ngôi Miếu ở thôn Nứa, xã Liên Hiệp, Hưng Hà, Thái Bình.
3. Theo tập Các Công chúa và Phi hậu nhà Trần, Thụy Bảo Công chúa là con gái thứ ba của vua Trần Thái Tông (Trần Cảnh), là em cùng mẹ với Thiều Dương Công chúa, Trần Thị Thuý. Bà là phu nhân Uy Văn Vương Trần Toại, sau khi chồng mất thì tái giá lấy Trần Bình Trọng. Khi mất, bà được tạc tượng thờ tại chùa Hổ Sơn trên núi Hổ.

## Đền thờ
Thuận Thiên Hoàng Hậu được dân lập đền thờ cùng với 2 người chồng là Trần Liễu và Trần Cảnh
- Di tích đình Quan, đình Đụn ở xã Kim Chung, Hoài Đức, Hà Nội thờ Trần Liễu và Hoàng hậu Thuận Thiên.
- Di tích đền Thái Vi ở hành cung Vũ Lâm (Ninh Bình) thờ vua Trần Thái Tông và Hoàng hậu Thuận Thiên.

## Trong văn hoá đại chúng
| Năm  | Tác Phẩm                | Diễn Viên |
| 2011 | 《Thái sư Trần Thủ Độ》 | Hạnh Lê   |